# Dravče, Beljak
Dravče (nemško Drautschen) je naselje Statutarnega mesta Beljak na Koroškem v Avstriji.